# سازمان جهانی هواشناسی
سازمان جهانی هواشناسی (به انگلیسی: World Meteorological Organization یا WMO)، یک سازمان بین‌المللی است که در سال ۱۹۵۰ ایجاد گردید هر چند سند تأسیس آن در ۱۹۴۷ امضا شده بود. این سازمان در واقع جانشین «سازمان هواشناسی بین‌المللی» (به انگلیسی: International Meteorological Organization) که در سال ۱۸۷۳ ایجاد شده بود، گردید. این سازمان در ۱۹۵۱ در ردهٔ سازمان‌های تخصصی وابسته به سازمان ملل متحد در زمینهٔ آب و هوا، هیدرولوژی (اقلیم‌شناسی کاربردی) و علوم ژئوفیزیک درآمد. تعداد اعضای این سازمان تا اول ژانویه ۲۰۱۳، ۱۹۱ دولت عضو و سرزمین تحت قلمرو است و مقر آن در ژنو، سوئیس قرار دارد.

## اهداف
۱. تسهیل همکاری جهانی برای ایجاد شبکه‌ای از ایستگاه‌ها جهت مشاهدهٔ هواشناسی، آب‌شناسی، زمین‌فیزیک و سایر موارد مرتبط با هواشناسی
۲. ایجاد و حفظ سیستم‌های مبادلهٔ سریع اطلاعات هواشناسی و سایر اطلاعات مرتبط
۳. تشویق به منظم کردن مشاهدات هواشناسی و اطمینان از انتشار یکسان و واحد مشاهدات و آمارها
۴. استفادهٔ بیش‌تر از هواشناسی در امر هوانوردی، دریانوردی، مسائل آبی، کشاورزی و سایر فعالیت‌های بشری
۵. ترویج فعالیت‌هایی نظیر آب‌شناسی کاربردی و ایجاد امکانات برای همکاری نزدیک میان بخش‌های هواشناسی و هیدرولوژیکی
۶. تشویق به تحقیقات و آموزش در قلمرو هواشناسی و سایر قلمروهای مرتبط 

## ساختار
سازمان جهانی هواشناسی دارای ارکان زیر است:

### کنگرهٔ جهانی هواشناسی
کنگرهٔ جهانی هواشناسی عالی‌ترین رکن سازمان است و از نمایندگان کلیهٔ کشورها عضو تشکیل شده‌است. کنگره هر ۴ سال یک بار تشکیل جلسه می‌دهد. کنگره سیاست‌های کلی سازمان، نحوهٔ اجرایی کردن اهداف و برنامه‌های درازمدت سازمان را تعیین می‌کند، اجازهٔ حداکثر هزینه کردن برای امور مالی سازمان در یک دورهٔ ۴ ساله را صادر می‌کند، نحوهٔ انتخاب اعضا را بررسی می‌کند و مقررات فنی مرتبط به آب و هواشناسی بین‌المللی و هیدرولوژیکی کاربردی را تصویب می‌کند. این کنگره رئیس سازمان و معاونان او را و هم‌چنین اعضای شورای اجرایی و دبیرکل سازمان را هم انتخاب می‌کند. علی محمد نوریان معاون پیشین وزیر راه و رئیس سازمان هواشناسی ایران، در سال ۲۰۰۷ دارای سمت معاون اول دبیرکل سازمان جهانی هواشناسی می‌باشد.

### شورای اجرایی
شورا اجرایی (EC)، رکن اجرایی سازمان است و از ۳۷ نفر از مدیران آب و هواشناسی ملی یا خدمات هیدرولوژیکی در آن عضویت دارند. شورا حداقل یک‌بار در سال تشکیل جلسه می‌دهد و فعالیت اصلی‌اش ملاحظهٔ مجدد فعالیت‌های کنگره و اجرای برنامه‌هایی است که کنگره در جلسهٔ خود تصویب کرده‌است. از دیگر فعالیت‌های شورا، ایجاد هماهنگی میان برنامه‌های سازمان، به‌کارگیری بودجهٔ سازمان مطابق با آنچه دقیقاً کنگره برای نحوهٔ مصرف آن برنامه‌ریزی کرده‌است و ارائهٔ توصیه‌هایی برای اجرایی کردن برنامه‌های انجمن منطقه‌ای و کمسیون فنی است.

### شش انجمن منطقه‌ای
شش انجمن منطقه‌ای مرکب از اعضای سازمان است و وظیفه‌شان ایجاد هماهنگی میان فعالیت‌های هواشناسی و امور مرتبط و هم چنین رسیدگی به کلیهٔ موارد مطرح شده در منطقه‌های خود است. این ۶ انجمن در آفریقا، آسیا، اروپا، آمریکای شمالی، مرکزی، حوزهٔ کارائیب و اقیانوسیه واقع است.

### هشت کمسیون فنی
هشت کمسیون فنی از کارشناسان متخصص و منتخب اعضا تشکیل شده‌است. این ۸ کمسیون فنی سیستم‌های کاربردی و فعالیت‌های تحقیقی در زمینه‌های هواشناسی و هیدرولوژی را مطالعه می‌کنند. این رکن سازمان، هم‌چنین متدولوژی، رویه‌ها و توصیه‌هایی را برای عمل‌کرد مؤثرتر شورای اجرایی و کنگره ایجاد می‌کند. کمسیون فنی معمولاً هر ۴ سال یک بار تشکیل جلسه می‌دهد و در صورت لزوم می‌تواند برای مسائل اصلی سیستم جلسهٔ فوق‌العاده هم برگزار نماید.

### دبیرخانه

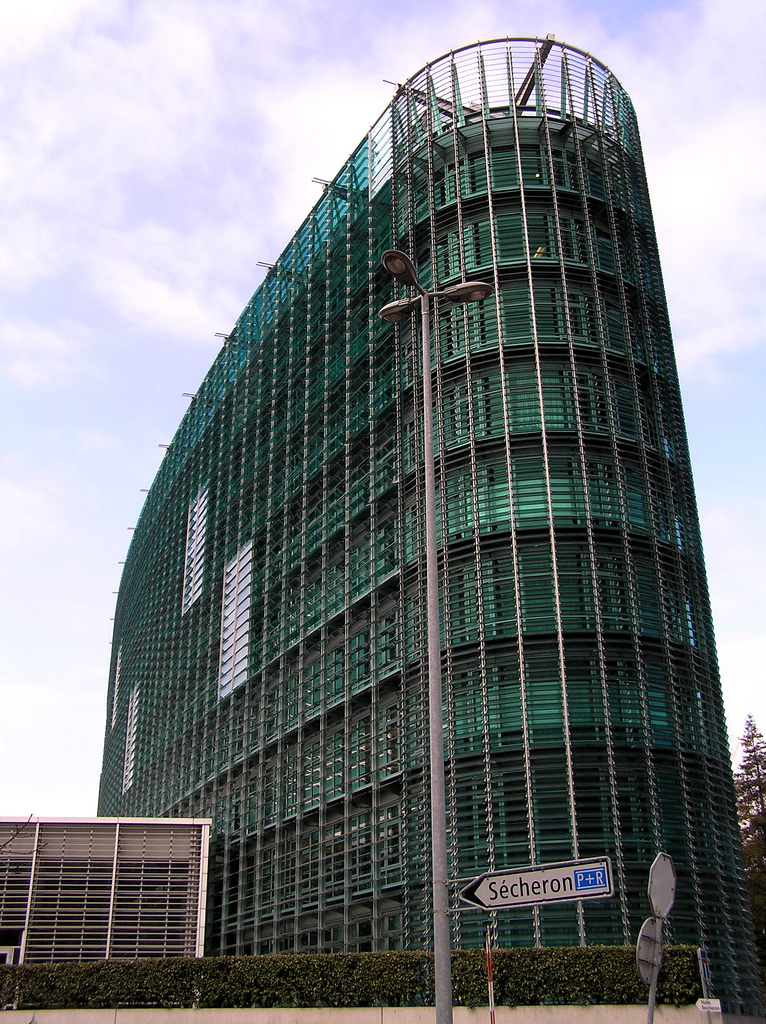
ساختمان سازمان جهانی هواشناسی در ژنو

دبیرخانهٔ سازمان توسط دبیرکل اداره می‌شود. دبیرخانه به عنوان مرکز اداری، اسناد و اطلاعات سازمان خدمت می‌کند. این رکن وظیفهٔ آماده‌سازی، تصحیح، ایجاد و توزیع موارد منتشر شدهٔ سازمان را برعهده دارد. هم‌چنین این رکن سازمان مسئول اجرایی کردن وظایف محوله از طریق تصویب کنواسیون مخصوص و دیگر اسناد اساسی را هم می‌باشد. دبیرخانه حمایت از عمل‌کرد و نقش رکن‌های اساسی سازمان جهانی هواشناسی را برای هرچه بهتر کردن کیفیت کاری این سازمان را زیر نظر دارد. محل اصلی دبیرخانه در ژنو است. دبیرخانه‌های منطقه‌ای دیگری بستگی به زمینهٔ کارکرد در منطقه‌های مختلف تعیین شده توسط سازمان جهانی هواشناسی نیز وجود دارند. دو دبیرخانه ارتباطی دیگر هم در نیویورک و بروکسل نیز وجود دارد.

## فعالیت‌ها
از زمان تأسیس سازمان جهانی هواشناسی، این سازمان نقش بزرگ و مؤثری در تأمین رفاه و امنیت بشریت داشته‌است. رهبری این سازمان و چهارچوب برنامه‌های آن در قالب سیستم‌های هواشناسی و آب‌شناسی، همگی اساساً برای حفاظت از جان و اموال افراد در برابر بلایای طبیعی، حفاظت از محیط و افزایش رفاه اقتصادی و اجتماعی در همهٔ بخش‌های جامعه نظیر امنیت غذایی، منابع آبی و حمل و نقل ایجاد شده‌است. سازمان جهانی هواشناسی همکاری‌های بین‌المللی را در زمینهٔ آب و هوا را توانسته‌است از طریق ایجاد شبکه‌هایی برای مشاهدات هواشناسی، اقلیم‌شناسی و ژئوفیزیک و نیز تبادل، پردازش و استانداردسازی داده‌های مرتبط، ارتقا دهد و به انتقال، آموزش و تحقیق در خصوص تکنولوژی کمک کند. این سازمان هم چنین به افزایش هر چه بیش‌تر همکاری بین سازمان‌های هواشناسی ملی کشورهای عضو کمک می‌کند و به کاربرد سیستم‌های آب و هواشناسی در بخش‌های کشاورزی، هوانوردی، کشتی‌رانی، محیط‌زیست، موضوعات مربوط به آب و کاهش اثر بلای طبیعی تأکید فراوان دارد. برنامه‌های این سازمان توانسته‌است اطلاعات اساسی و مهمی را در زمینهٔ ایجاد آمادگی بهتر و هشدارهای سریع به هنگام بلایای طبیعی برای کاهش خسارت‌ها بر اموال و محیط‌زیست فراهم کند.